# Hoboken–World Trade Center
Hoboken–World Trade Center é um serviço de metrô operado pela Port Authority Trans-Hudson (PATH). É colorido de verde no mapa da PATH e os trens neste serviço exibem luzes verdes. O serviço opera a partir do Terminal Hoboken em Hoboken, Nova Jérsei, chegando à estação World Trade Center em Lower Manhattan, Nova Iorque, por meio dos túneis de Downtown Hudson. A vagem de 4,8 km de comprimento leva 11 minutos para ser concluída e é a rota mais curta no sistema PATH.
O serviço opera a partir das 6 da manhã às 11 horas da noite durante a semana, não operando durante a madrugada ou nos fins de semana. Passageiros que queiram ir para Lower Manhattan nesses horários devem pegar o serviço Journal Square–33rd Street (via Hoboken) de Hoboken e fazer a baldeação em Grove Street para o serviço Newark–World Trade Center.

## História
O serviço Hoboken-World Trade Center foi criado como o serviço Exchange Place–Hudson Terminal, operado pela Hudson and Manhattan Railroad (H&M). Originalmente, operava apenas entre Exchange Place em Jersey City e o Hudson Terminal em Manhattan, começando a operar em 19 de julho de 1909. Se tornou o serviço Hoboken Terminal–Hudson Terminal em 2 de agosto de 1909, depois que o terminal sul foi estendido para o Hoboken Terminal através da estação Erie (agora estação Newport) em Jersey City.
A H&M foi sucedida pela Port Authority Trans-Hudson (PATH) em 1962. A estação Hudson Terminal foi substituída pela estação do World Trade Center em 1971, durante a construção do World Trade Center. O serviço de fim de semana Hoboken–World Trade Center começou a operar em 27 de outubro de 1996.
O sistema, especialmente a estação de Hoboken, sofreu graves danos com o furacão Sandy no final de outubro de 2012. A estação foi fechada para reparos após 2,4 m de água inundarem os túneis. Danos também foram relatados nas estações Exchange Place e World Trade Center. Devido ao longo tempo necessário para os reparos, o serviço foi temporariamente suspenso. Em 19 de dezembro de 2012, a estação Hoboken foi reaberta após a conclusão dos consertos. No entanto, o serviço na linha não seria retomado até 29 de janeiro de 2013.